# Domenik Klemme
Dominic Klemme (Lemgo, 31 de octubre de 1986) es un exciclista alemán. En su carrera estuvo en equipos como el Saxo Bank y Leopard-Trek.

## Biografía
Su carrera comenzó en 2006 en el equipo amateur Heinz Von Heiden. Sin embargo era un equipo muy pequeño y con un calendario muy limitado y se unió al equipo profesional de categoría Continental Team 3C-Gruppe Lamonta. Se distinguió en su primera temporada al conseguir el octavo puesto en Giro de Münsterland en el esprint, pero también logró ganar el Campeonato Alemán de Ciclismo sub-23 y un séptimo lugar en el Campeonato del Mundo sub-23. En 2008, terminó en mes de marzo en el podio de la Beverbeek Classic, detrás de Johan Coenen y Thomas Berkhout, y luego ganó el G. P. Villa de Lillers-Souvenir Bruno Comini. En junio, ganó una etapa en el Tour de Thuringe, superando al sprint a Remi Cusín, y durante dos días es el maillot de líder, acabando al final el quinto de la general. Por último, en agosto, ganó sus primeras victorias de la primera categoría, una etapa del Regio Tour, y en especial la Druivenkoers Overijse. A pesar de ganar dos etapas en el Tour del Porvenir, no gana el Campeonato del Mundo sub-23, terminando 13.º.
Gracias a sus buenos resultados Klemme se unió en 2009 al equipo ProTour Team Saxo Bank. En su primer año en este nivel, que describió como un año de aprendizaje, terminó 2.º del Campeonato de Alemania de ciclismo en ruta, batido al esprint por Martin Reimer. Debutó en la temporada 2010 con la intención de participar en las clásicas, en la Vuelta a España y en los campeonatos del mundo, donde sería escudero de André Greipel. Terminó tercero del Hel van het Mergelland. Klemme juega el rol de gregario en las clásicas de Flandes para ayudar a su compañero Fabian Cancellara lo que le valió para acabar 14.º de la París-Roubaix.

## Palmarés
2008
- G. P. Villa de Lillers-Souvenir Bruno Comini
- 1 etapa del Tour de Thuringe
- 1 etapa del Regio-Tour
- Druivenkoers Overijse
- 2 etapas del Tour del Porvenir

2009
- 2.º en el Campeonato de Alemania en Ruta

2011
- Le Samyn

## Resultados en Grandes Vueltas y Campeonatos del Mundo
| Carrera         | 2006 | 2007 | 2008 | 2009 | 2010  | 2011 | 2012 | 2013 | 2014 |
| --------------- | ---- | ---- | ---- | ---- | ----- | ---- | ---- | ---- | ---- |
| Giro de Italia  | -    | -    | -    | -    | -     | Ab.  | -    | -    | -    |
| Tour de Francia | -    | -    | -    | -    | -     | -    | -    | -    | -    |
| Vuelta a España | -    | -    | -    | -    | 155.º | -    | -    | -    | Ab.  |
| Mundial en Ruta | -    | -    | -    | -    | Ab.   | -    | -    | -    | -    |

-: no participa
Ab.: abandono